# Ермак, Андрей Борисович
Андре́й Бори́сович Ерма́к (укр. Андрій Борисович Єрмак; род. 21 ноября 1971, Киев, УССР, СССР) — украинский государственный и политический деятель, юрист, кинопродюсер. Руководитель Офиса президента Украины с 11 февраля 2020 года.
Член СНБО с 12 февраля 2020 года. Помощник президента Украины (21 мая 2019 — 11 февраля 2020). Член Наблюдательного совета Государственного концерна «Укроборонпром» (с 7 октября 2019 по 19 июня 2020). Председатель Комиссии государственных наград и геральдики (с 18 марта 2020). С 29 июля 2021 года председатель президиума Конгресса местных и региональных властей. С 24 февраля 2022 года входит в состав Ставки Верховного главнокомандующего. Руководитель Координационного штаба по гуманитарным и социальным вопросам с 2 марта 2022 года.

## Биография

### Семья
Отец — Борис Михайлович Ермак, уроженец Киева, окончил факультет радиоэлектроники КПИ, работал на заводе имени Артёма в Киеве, в Госкомитете по профтехобразованию. В конце 1980-х был командирован в советское посольство в Демократическую Республику Афганистан организовывать там систему профессионально-технического образования. В 1989 году назначен начальником отдела кадров торгового представительства СССР в Афганистане. Мать — Мария Александровна, родом из Ленинграда. Пара поженилась в 1971 году. 21 ноября того же года родился Андрей, а в 1979 появился его брат Денис.
Денис Ермак окончил Киевский национальный экономический университет имени Вадима Гетьмана («Международная экономика»). После учёбы успел поработать в разных коммерческих компаниях, в том числе в немецком концерне Claas — крупном производителе сельхозтехники. Младший брат Андрея в 2014—2017 годах участвовал в АТО, где получил контузию. Работал советником директора Национального института стратегических исследований Украины, создал общественную организацию «Украинское Бюро Национального развития».

### Ранние годы
Андрей Ермак окончил среднюю школу № 259 в г. Киеве в 1989 году, работал лаборантом кабинета технических средств обучения Центрального института усовершенствования учителей при Министерстве образования. В 1995 году окончил Институт международных отношений Киевского университета имени Тараса Шевченко, получил степень магистра по международному частному праву и диплом референта-переводчика английского языка. В том же году получил свидетельство о праве на занятие адвокатской деятельностью.

### Юридическая карьера
С 1991 по 1995 год был помощником юриста и юристом в юридической фирме «Проксен», получившей лицензию на юридическую практику № 1 на Украине. Консультировал многие крупные международные компании, которые в тот период начинали сотрудничать с Украиной. С 1992 по 1995 год консультировал общественную организацию «Ассоциация Италия-Украина», которая занималась развитием культурно-образовательных связей двух стран.
Вместе с партнёрами основал ЗАО «Юридическая служба „Б. Е. Р. С. и партнёры“». Компания начала заниматься новыми для Украины сферами права (торговое право, антидемпинговые расследования, финансовое право, интеллектуальная собственность). Первым клиентом стал Евгений Рыбчинский. «Рыбчинский был первым крупным клиентом, которому нужна была защита права интеллектуальной собственности. Мы сделали первый продюсерский контракт в истории шоу-бизнеса независимой Украины. Затем мы также работали с группой Green Grey, представляли интересы бывшего владельца „Гала Радио“», — вспоминает Ермак.
В 1997 году основал Международную юридическую компанию, которая работает в сфере защиты авторского права и других сфер юриспруденции, активно участвовал в разработке первых законодательных актов в сфере хозяйственного права и интеллектуальной собственности. «В портфеле компании были и корпоративное право, инвестиционное, спортивное, антидемпинговые расследования. Также судебная сфера, арбитражные дела от фармацевтики до „Укроборонпрома“», — уточнял Андрей Ермак. Кроме консультирования многих крупных украинских и международных компаний, сотрудничал с представителями искусства, шоу-бизнеса и спорта. «Международная юридическая компания» была юридическим партнёром первого международного фестиваля дизайнеров моды «Арт-мода», который основал традиционные сегодня недели моды. Компания стала одной из первых, которые начали оказывать системное юридическое сопровождение таких медийных кино- и телекомпаний, как Inter Media Group, Universal, Pixar, Disney.
В 2000 году был приглашён на ежегодную конференцию Международной организации юристов (IBA), является членом IBA и членом Ассоциации юристов Украины.
В 2005 году через подконтрольные компании основал Международную ассоциацию «Украинско-грузинское сотрудничество в сфере иностранного инвестирования».

### Политическая деятельность
На протяжении трех созывов (V, VI, VII) работал помощником народного депутата Украины от Партии регионов олимпийского чемпиона и трёхкратного чемпиона мира по вольной борьбе Эльбруса Тадеева. Президент общественной организации «Ассоциация предпринимателей города Киева».
21 мая 2019 года президентом Украины Владимиром Зеленским назначен помощником президента Украины. В этой должности курировал вопросы внешней политики и международные отношения: переговоры с Россией, США и ключевыми государствами Европы, принимал активное участие в организации обмена пленными между Киевом и ЛНР и ДНР, сопровождал президента Украины практически во всех зарубежных рабочих поездках. Помимо этого, отвечал за процессы по организации встречи в нормандском формате с украинской стороны.
Член Национального инвестиционного совета (с 21 июня 2019). Член Наблюдательного совета Государственного концерна «Укроборонпром» (с 7 октября 2019 по 19 июня 2020).
Председатель Комиссии государственных наград и геральдики (с 18 марта 2020).
29 июля 2021 года Ермак возглавил президиум Конгресса местных и региональных властей.

#### Руководитель Офиса президента
11 февраля 2020 года президент Украины Владимир Зеленский назначил Андрея Ермака руководителем Офиса президента Украины. В феврале 2020 в руководстве парламентской фракции «Слуга народа» назвали Ермака «сильным переговорщиком». Ермак назвал себя в должности «человеком, который должен обеспечить работу офиса так, чтобы Президент мог максимально реализовать задуманное», а работу офиса описал как «работу экспертов в различных областях, которые должны доносить Президенту объективную информацию».
Продолжил отвечать за международную политику и был назначен политическим советником лидера Украины в Нормандском формате, а по сути — главным переговорщиком с Россией. В результате, в 2020 году Украина заняла активную и жесткую позицию в переговорах по Донбассу, используя все международные площадки. Своей поездкой в Минск 11 марта 2020 активизировал переговоры в рамках минской Трехсторонней контактной группы.

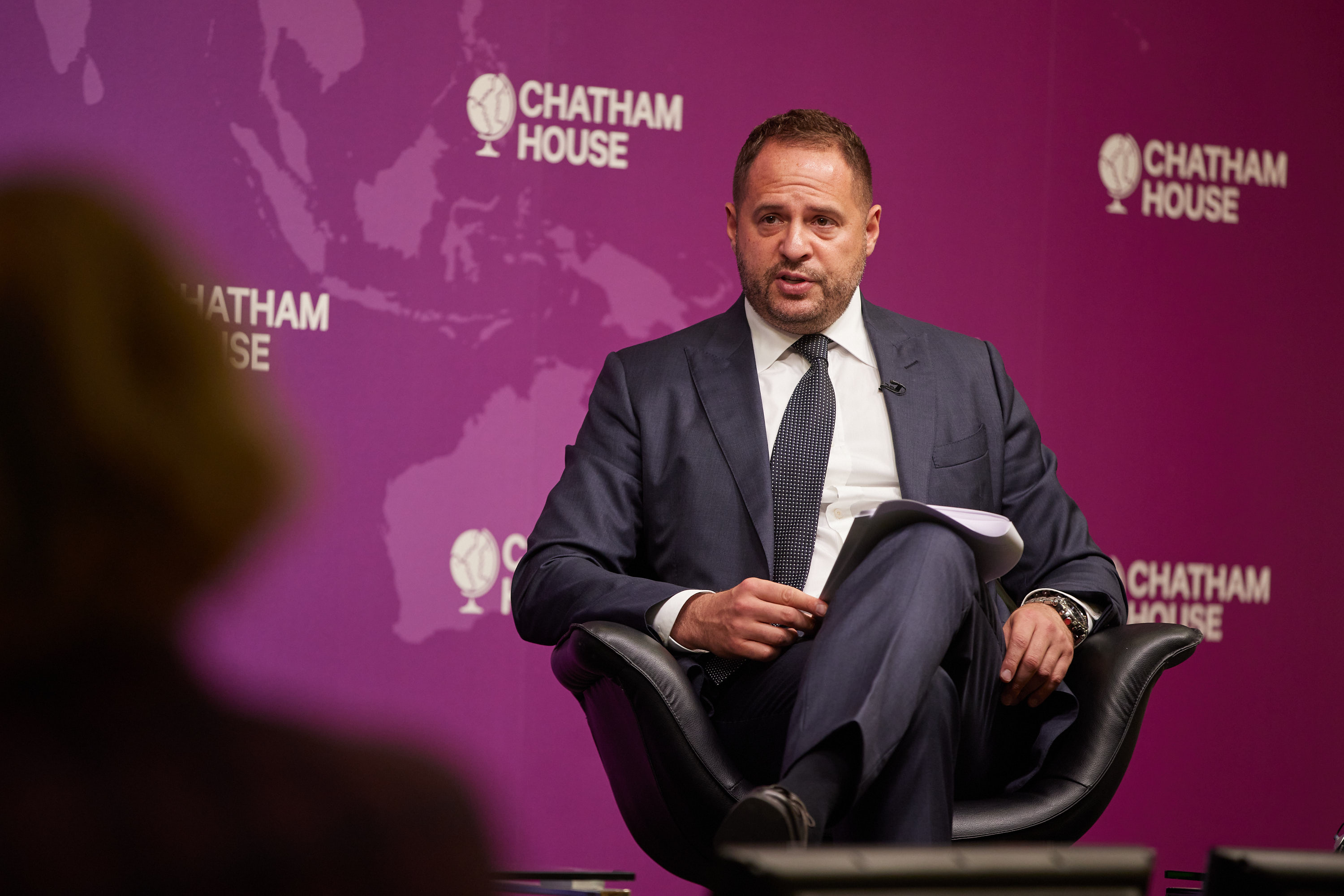
Андрей Ермак во время выступления в Королевском институте международных дел Chatham House, 8 октября 2020 года

31 июля 2020 года пресс-секретарь руководителя Офиса президента Даша Заривная в официальном комментарии изданию «Украинская правда» заявила, что Андрей Ермак возглавит рабочую группу по координации строительства мемориала «Бабий Яр» в Киеве. В июне 2021 года Ермак сообщил, что создание мемориального комплекса в Бабьем Яру должно быть полностью завершено на протяжении нескольких лет: «историческая справедливость и историческая память, без которых не может развиваться человечество, для Украины действительно очень важны. Это событие мирового масштаба, чтобы ещё раз подчеркнуть, что подобные трагедии не должны повторяться».
В сентябре 2020 году в эфире программы Савика Шустера Ермак предложил создать на Украине центр противодействия российской пропаганде. Примером спецоперации назвал информационную атаку со стороны российских спецслужб, основанную на выявлении и задержании в Минске группы российских боевиков-вагнеровцев прямо перед президентскими выборами в Белоруссии.
В октябре 2020 года Ермак вместе с президентом Украины встретился с руководителем внешней разведки Великобритании Ричардом Муром, где обсуждалось сотрудничество в этой сфере.

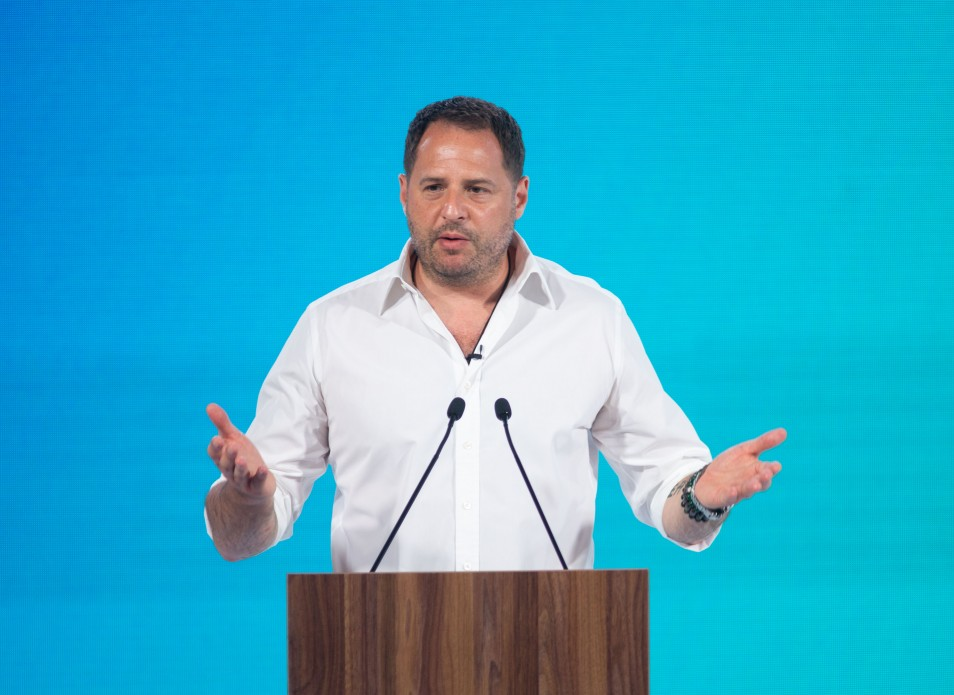
Ермак во время выступления на Всеукраинском форуме «Украина 30. Здоровая Украина», 22 июня 2021 года

В марте 2021 года Андрей Ермак презентовал Центр противодействия дезинформации, который будет работать на базе СНБО. Презентация состоялась в рамках Всеукраинского форума «Украина 30. Культура, медиа, туризм». По словам Ермака, «в информационной войне против Украины применяются батальоны интернет-троллей, ботов, запускают фейкомёты и пропагандистские снаряды. Слово сегодня становится мощным оружием, которое поражает не тело, а мозг и сердце человека. Информационная война — это одно из проявлений гибридной войны». 6 апреля Андрей Ермак представил главу Центра противодействия дезинформации — юриста Полину Лысенко.
14 мая 2021 года Ермак принял участие в открытии мемориального объекта «Место для размышлений» в Бабьем Яру.

### Вторжение России на Украину
24 февраля 2022 года вошёл в состав Ставки Верховного главнокомандующего.
2 марта 2022 года был назначен руководителем Координационного штаба по гуманитарным и социальным вопросам.
С 8 января 2024 года возглавил делегацию для участия в переговорах по наработке и подготовке двух- и многосторонних международных договоренностей между Украиной и другими государствами о гарантиях безопасности для Украины.
15 марта 2025 года Президент Владимир Зеленский назначил Ермака главой делегации по "обеспечению переговорного процесса и достижению мира". Президент разрешил Ермаку вносить по согласованию с министром иностранных дел изменения в состав делегации Украины, а также "привлекать для обеспечения работы делегации" работников государственных органов, предприятий, учреждений, организаций по согласованию с их руководителями, научных советников и экспертов.

## Творчество
Является основателем Garnet International Media Group и продюсером фильмов «Правило боя» и «Предел».
Член Украинской киноакадемии, член Европейской киноакадемии (2017).

## Признание
Андрей Ермак занимает 2-е место в рейтинге 100 самых влиятельных украинцев по версии журнала «Фокус»:
На должность руководителя Офиса президента (ОП) Андрей Ермак пришёл 11 месяцев назад. СМИ неоднократно подмечали, что он никогда не оставляет Владимира Зеленского одного, даже от коронавируса политики лечились вместе в Феофании. Поэтому у Ермака сформировался образ всемогущего человека в окружении главы государства. Недаром Зеленский доверил ему разрешение главной политической проблемы власти — войны на Донбассе. По его инициативе переформатирован состав украинской делегации в минских переговорах, Трёхстороннюю контактную группу от Украины возглавил Леонид Кравчук, в её состав также вошли представители Донбасса, проживающие на украинской территории.
В 2020—2021 годах Ермак входит в топ-100 влиятельных людей Украины по версии журнала «НВ», заняв 4-е и 3-е место соответственно.

## Награды
- Командорский крест со звездой Ордена Заслуг перед Республикой Польша (29 сентября 2022 года, Польша)[49][50].
- Командор ордена Великого князя Литовского Гядиминаса (14 февраля 2023 года, Литва)[51].
- Большой крест ордена Льва Финляндии (20 марта 2025 года, Финляндия)[52].

## Фильмография
| Год  |   | Русское название | Оригинальное название | Роль                |
| ---- | - | ---------------- | --------------------- | ------------------- |
| 2017 | ф | Правило боя      | Правило бою           | продюсер            |
| 2017 | ф | Предел           | Межа                  | продюсер            |
| 2019 | ф | Сквот32          | Сквот32               | продюсер, сценарист |
| 2020 | ф | Предчувствие     | Передчуття            | продюсер            |
| 2020 | с | Славяне          | Слов'яни              | сопродюсер          |